# Dějiny Čadu
Čad (arabsky تشاد‎, francouzsky Tchad), oficiálně Čadská republika je vnitrozemský stát ve střední Africe. Na severu sousedí s Libyí, na východě se Súdánem, na jihu se Středoafrickou republikou, na jihozápadě s Kamerunem a Nigérií a na západě s Nigerem. Díky své vzdálenosti od moře a převážně pouštnímu podnebí je tato země někdy přezdívána jako mrtvé srdce Afriky.

## Prehistorie

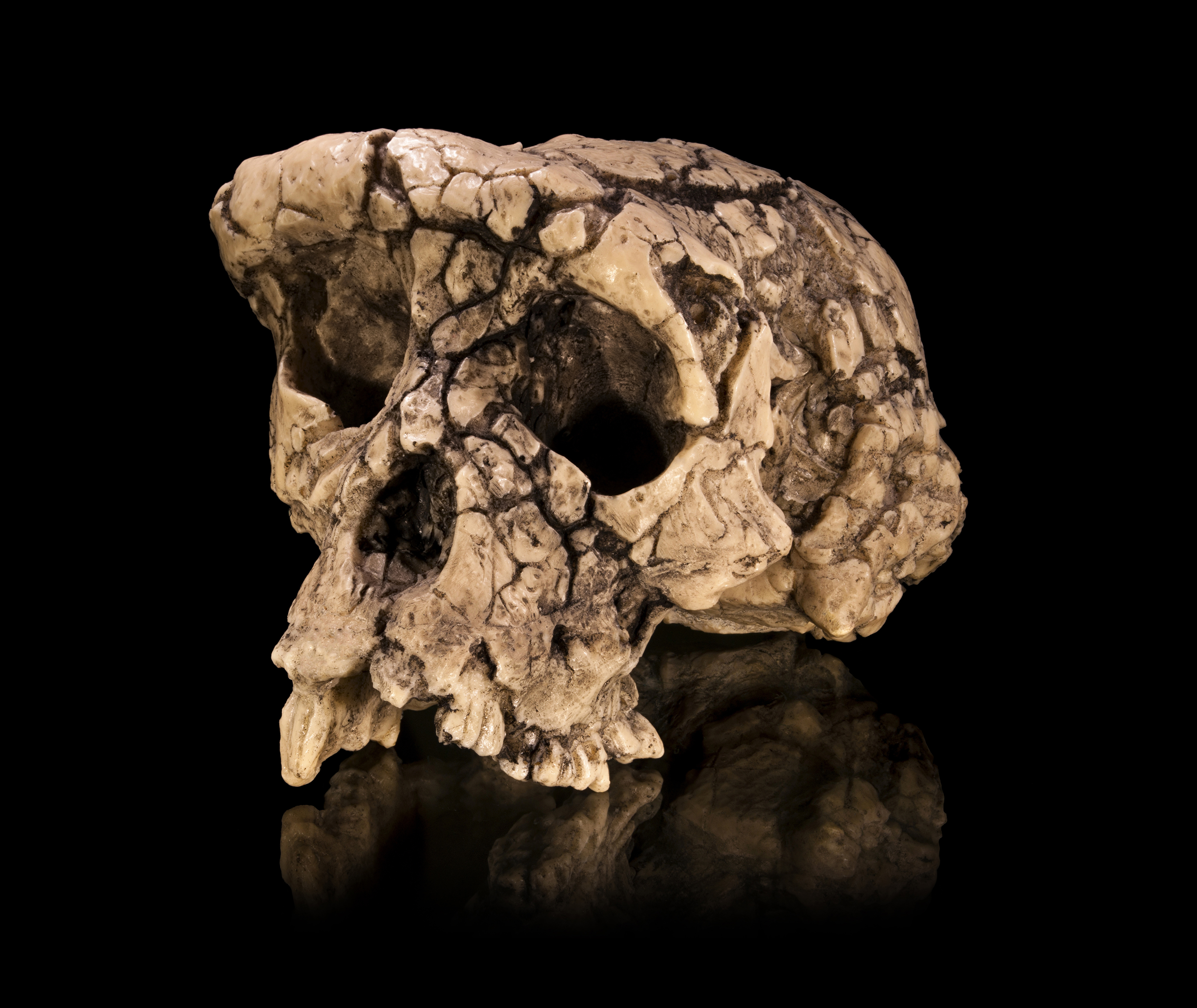
V Čadu nalezené lebka Sahelanthropus tchadensis, pojmenovaná jako Toumaï

Území na kterém se rozkládá dnešní Čadská republika má jedny z nejbohatších archeologických nalezišť v Africe. Paleontolog Michel Brunet zde našel lebku hominida starou 7 milionů let. Hominid byl pojmenován jako Sahelanthropus tchadensis. V roce 1996 stejný badatel objevil čelist hominida pojmenovaného jako Australopithecus bahrelghazali, kterému se neoficiálně začalo říkat Abel. Datován byl pomocí radioaktivního datování založeného na berylliu do období před 3,6 miliony let.
Během 7. tisíciletí př. n. l. byla severní polovina Čadu součástí širokého území táhnoucího se na východě od řeky Indus k Atlantskému oceánu na západě. Podmínky na tomto území umožňovaly jeho časné osídlení člověkem. Skalní umění ve stylu Kulaté hlavy nacházející se v oblasti Ennedi bylo datováno do období před 7. tisíciletím př. n. l. Díky nástrojům, kterými byly výjevy do skal vytesány a zobrazeným scénám může představovat nejstarší důkaz o saharské neolitické výrobě. Mnoho nalezené keramiky a stop po neolitických aktivitách v oblasti Ennedi je datováno do starší doby než kterékoliv nálezy z údolí Nilu na východě. V prehistorickém období bylo podnebí v Čadu mnohem vlhčí, o čemž svědčí i vyobrazení velké zvěře, které najdeme na skalních malbách v oblasti Tibesti a Borkou.
Podle lingvistického výzkumu se zdá, že všechna hlavní seskupení afrických jazyků užívaných jižně od Sahary (kromě Kojsanských jazyků, které však nejsou ve skutečnosti jazykovou rodinnou, ale směsí nepříbuzných jazyků), tedy afroasijské jazyky, nilosaharské jazyky a nigerokonžské jazyky vznikly v prehistorických dobách v úzkém pásmu mezi Čadským jezerem a údolím Nilu. Původ čadského lidu však zůstává nejasný.

## Období říší (900 – 1900)

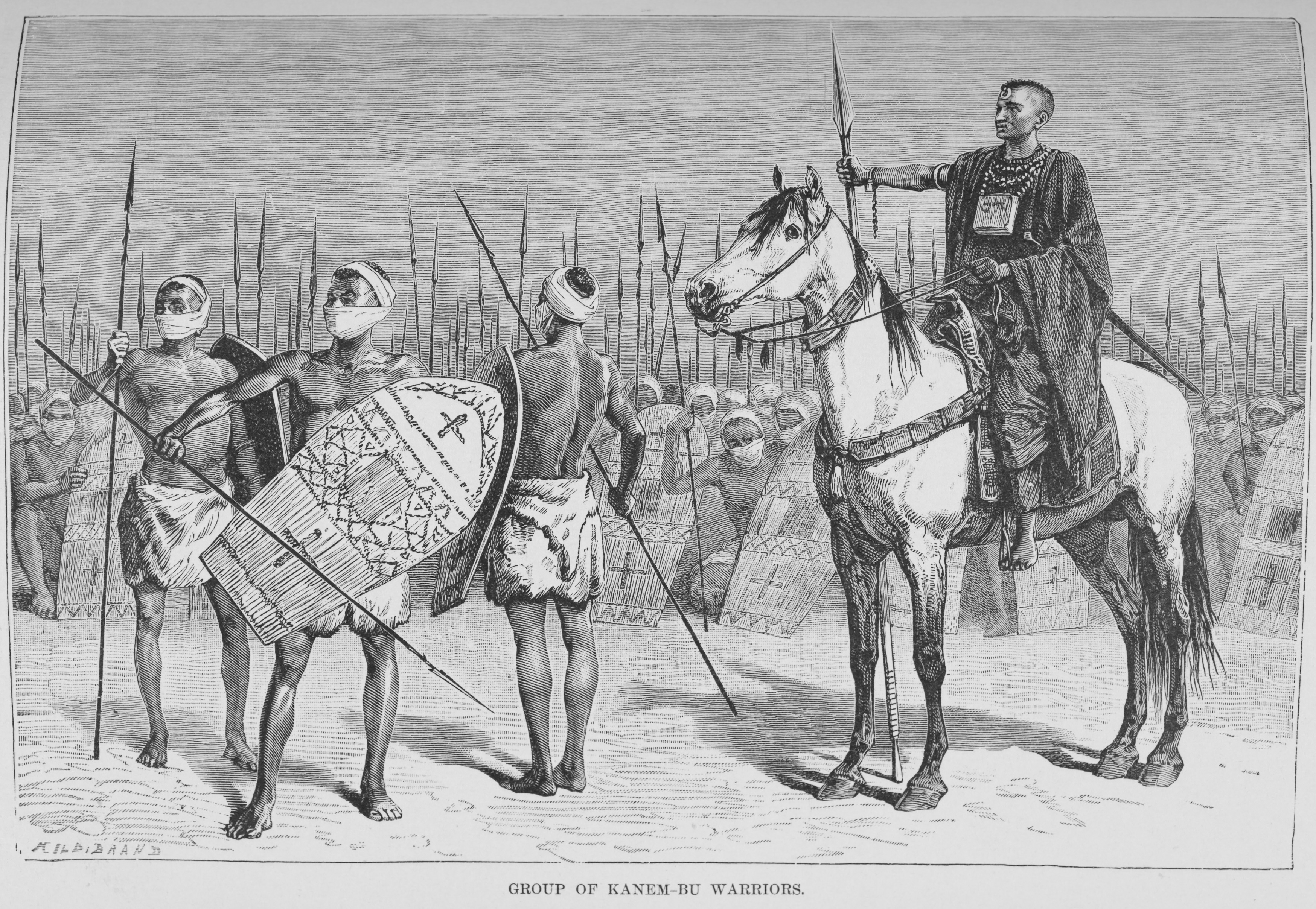
Skupina bojovníků Kanembu

Na konci 1. tisíciletí n. l. se začaly formovat státy v centrální oblasti Čadu v sahelské zóně mezi pouští a savanou. Tyto státy a jejich vzájemné vztahy po téměř dalších tisíc let řídily život v oblasti. Podle novějších výzkumů byly tyto státy založeny domorodými Afričany, ne migrujícími arabskými skupinami, jak se dříve předpokládalo. Přesto arabští přistěhovalci společně s jejich islámským vyznáním hráli významnou roli při formování a časném vývoji těchto států.
Většina těchto států začínala jako království, v nichž král byl považován za božského. Všechny státy byly militaristické, pokud tuto politiku nevyznávaly, nepřežily příliš dlouho. Přesto žádný z nich nebyl schopný expandovat do jižního Čadu, kde husté lesy a mouchy tse-tse komplikovaly použití jízdy. Ekonomika království byla založena na kontrole nad saharskými obchodními cestami, které vedly přes jejich území. Ačkoliv v této oblasti vznikalo a zanikalo množství států, nejdůležitějšími a nejtrvalejšími státními útvary byly podle většiny písemných pramenů Kánem-bornuská říše, Království Baguirmi a Wadajská říše. O nich pojednávají především dvorní kroniky a spisy arabských obchodníků a cestovatelů.

### Kánem-bornuská říše
Říše Kanem vznikla v 9. století v oblasti na severovýchodě Čadského jezera. Historici se shodují, že panovníci nového státního útvaru byli potomky lidu Kanembu. V 11. století Hummay z dynastie Sayfawa konvertoval k islámu. V následujícím století vládci z této dynastie rozšířili své území směrem na jih do Kanemu, kde založili své první hlavní město Njimi. Expanze Kanemské říše vyvrcholila během dlouhé a energické vlády krále Dunama Dabbalemiho ve 13. století.
Na konci 14. století vnitřní boje a vnější útoky rozvrátily Kanemskou říši. Okolo roku 1396 útočníci z lidu Bilala přinutili panovníka Umara Idrismiho opustit Njimi a přesunout národ Kanembu do Bornu na západním okraji Čadského jezera. Postupem času se vytvořil svazek mezi národy Kanembu a Bornu a vznikl i nový jazyk a etnikum, Kanuriové. Bylo založeno nové hlavní město Ngazargamu.
Kánem-bornuská říše dosáhla svého vrcholu za vlády vynikajícího státníka Mai Idrise Alumy. Aluma je připomínám pro své vojenské dovednosti, správní reformy a zbožnost k islámu. Tyto správní reformy a vojenský um Alumy udržovaly říši až do poloviny 17. století, kdy její moc začala slábnout. Na počátku 19. století již byla říše v úpadku a v roce 1808 její hlavní město dobyli Fulaniové. Borno přežilo, ale dynastie Sayfawa roku 1846 skončila a samotná říše padla roku 1893.

### Království Baguirmi a Wadajská říše
Království Baguirmi bylo zformováno v 16. století a leželo na jihovýchod od Kánem-bornuské říše. Po přijetí islámu se stát stal sultanátem. Sultanát byl pohlcen Kánem-bornuskou říší, ale později se v 17. století z jejího područí osvobodil, ale od poloviny 18. století byl opět plátcem tributu. Na počátku 19. století stát upadl do úpadku a byl vojensky ohrožován nedalekou Wadajskou říší. I když Bauirmi odolával, přijal tributní status, aby získal pomoc Wadajské říše při potlačování vnitřních nepokojů. Když bylo roku 1893 vypáleno hlavní město, hledal sultán pomoc u Francouzů a sultanát získal status francouzského protektorátu.
Wadajská říše ležela severně od Baguirmi a byla nemuslimským královstvím, které vzniklo v 16. století odtržením od státu Dárfúr, ležícím v dnešním Súdánu. Během většiny 18. století odolávala Wadajská říše opětovnému začlenění do Dárfúru. Okolo roku 1804 během vlády Sabuna začal sultanát rozšiřovat svou moc. Byla objevena nová obchodní cesta na sever a Sabun vypravoval královské karavany, aby ji využily. Začal razit vlastní mince a do země dovážel palné zbraně a také přizval vojenské poradce ze severní Afriky. Jeho následovníci však byli méně schopní a Dárfúr využil sporné následnické situace a roku 1838 dosadil k moci vlastního kandidáta. Avšak tato snaha Dárfúru nevyšla, neboť jím dosazený vládce Muhammad Šarfi politiku Dárfúru odmítl a vydal se svou vlastní cestou. Získal podporu od různých wadajských frakcí a stal se schopným vládcem Wadajské říše. Až do 20. století se říše stavěla proti francouzské nadvládě.

## Kolonialismus (1900–1940)

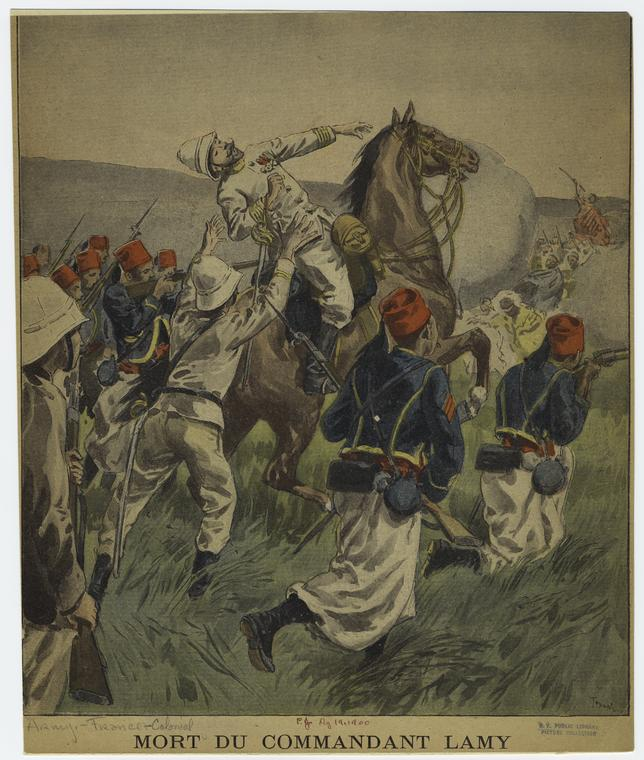
Smrt francouzského velitele Amédée-Françoisa Lamyho

Francouzi napadli Čad poprvé roku 1891 a ustanovili zde svou autoritu pomocí vojenských výprav v první řadě zaměřených proti muslimským královstvím. Rozhodující koloniální bitva o Čad proběhla 22. dubna 1900. Jednalo se o bitvu u Kousséri, ve které se střetly síly francouzského majora Amédée-Françoisa Lamyho a síly súdánského válečníka Rabiha az-Zubayra. Během bitvy byli oba velitelé zabiti.
V roce 1905 byla správa čadské oblasti svěřena do rukou generálnímu guvernérovi sídlícímu v Brazzaville, které bylo hlavním městem Francouzské rovníkové Afriky. Až do roku 1920 neměl Čad samostatný koloniální status.
Dvě základní témata dominovala francouzskému přístupu k Čadu, a to absence ambicí sjednotit území a mimořádně pomalé tempo modernizace. Pro Francouze nebyl Čad prioritní kolonií a vnímali jej především jako zdroj surové bavlny a nekvalifikované pracovní síly, která byla využívána v mnohem produktivnějších koloniích. Po celé koloniální období nebyly rozsáhlé oblasti Čadu efektivně spravovány. Efektivně byly spravovány pouze jižní oblasti Čadu.

## Dekolonizace (1940–1960)

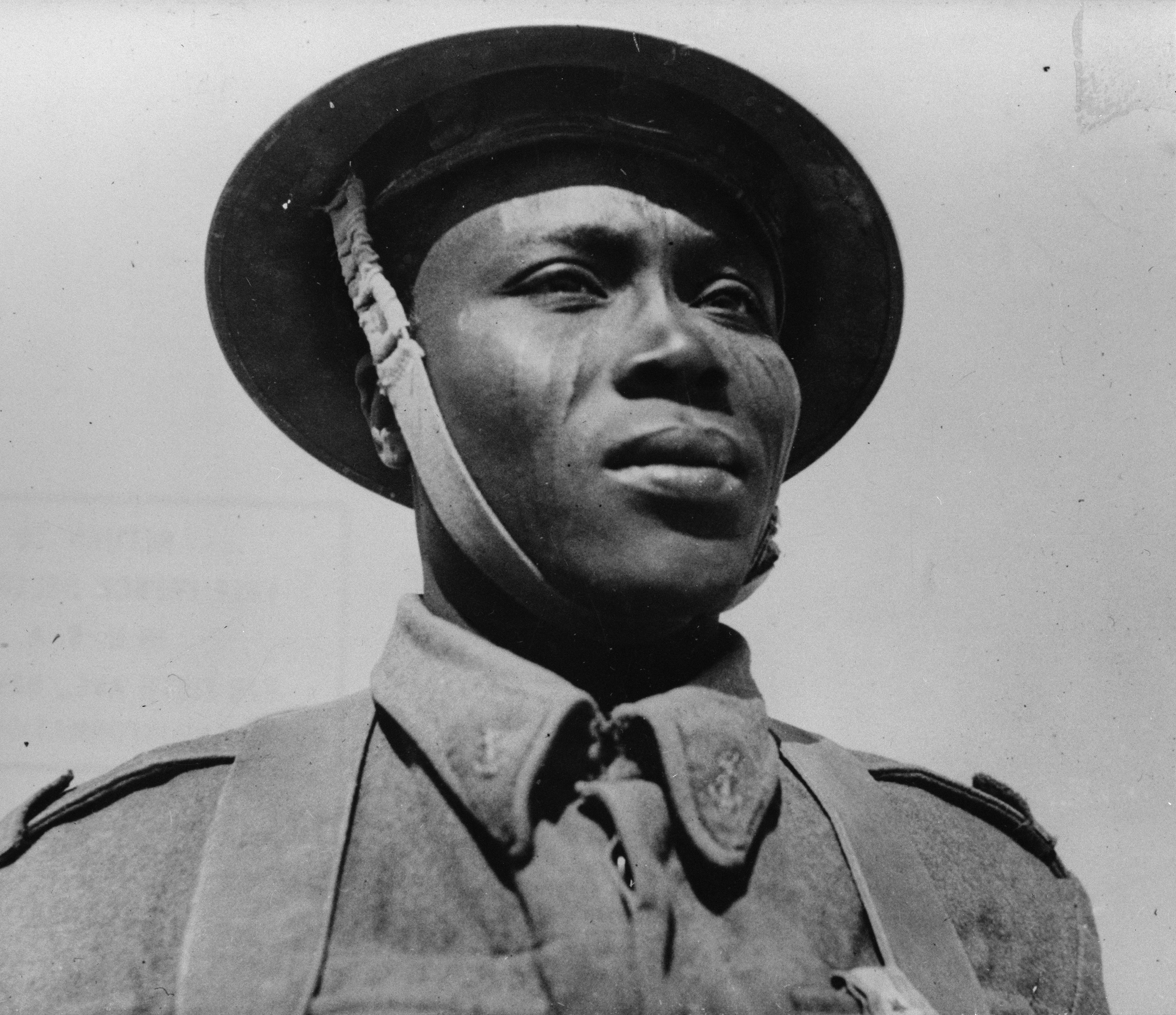
Voják pocházející z Čadské kolonie, který byl vyznamenán Croix de Guerre, c. 1942

Během druhé světové války byl Čad první francouzskou kolonií, která se po porážce Francie přidala na stranu spojenců. Stalo se tak 26. srpna 1940. Pod správou prvního černošského francouzského koloniálního guvernéra Félixe Éboué vyslal Čad jednotky pod velením plukovníka Philippeho Leclerca de Hauteclocque, aby se v Libyi zapojily do bojů proti silám Osy. Spolu s jednotkami britské armády Long Range Desert Group obsadili Kufru.
Po skončení války se v Čadu začaly rozvíjet místní politické strany. První z nich byla Čadská progresivní strana (PPT), která vznikla v únoru 1947 a původně byla vedená panamským rodákem Gabrielem Lisettem. Od roku 1959 stranu vedl François Tombalbaye. Mnohem konzervativnější Čadská demokratická unie (UDT) byla založena v listopadu 1947 a reprezentovala francouzské komerční zájmy a blok tradičních vůdců sestávajících především z muslimské a wadajské aristokracie. Konfrontace mezi oběma stranami byla více než jen ideologická, představovala různé regionální identity, přičemž PPT zastupovala křesťanský animistický jih a UDT islámský sever.
Ve volbách před ziskem nezávislosti Čadu v květnu 1957 vyhrála PPT a Lisette vedl vládu Teritoriálního shromáždění až do 11. února 1959, kdy byla jeho vládě vyslovena nedůvěra. Po referendu o územní autonomii, které proběhlo 28. září 1958, byla Francouzská rovníková Afrika rozpuštěna a její čtyři státy (Gabon, Kongo, Středoafrická republika a Čad) se staly 28. listopadu 1958 autonomními členy Francouzského společenství. Po Lisettově pádu vůdci opozice Gontchomé Sahoulba a Ahmed Koulamallah nebyli schopni vytvořit stabilní vládu, takže o její sestavení byla opět požádána PPT, tentokrát pod vedením Françoise Tombalbayeho. Dne 12. července 1960 souhlasila Francie, aby Čad získal plnou nezávislost, k čemuž došlo 11. srpna 1960. François Tombalbaye se poté stal prvním prezidentem nezávislého Čadu.

## Tombalbayeova éra (1960–1975)

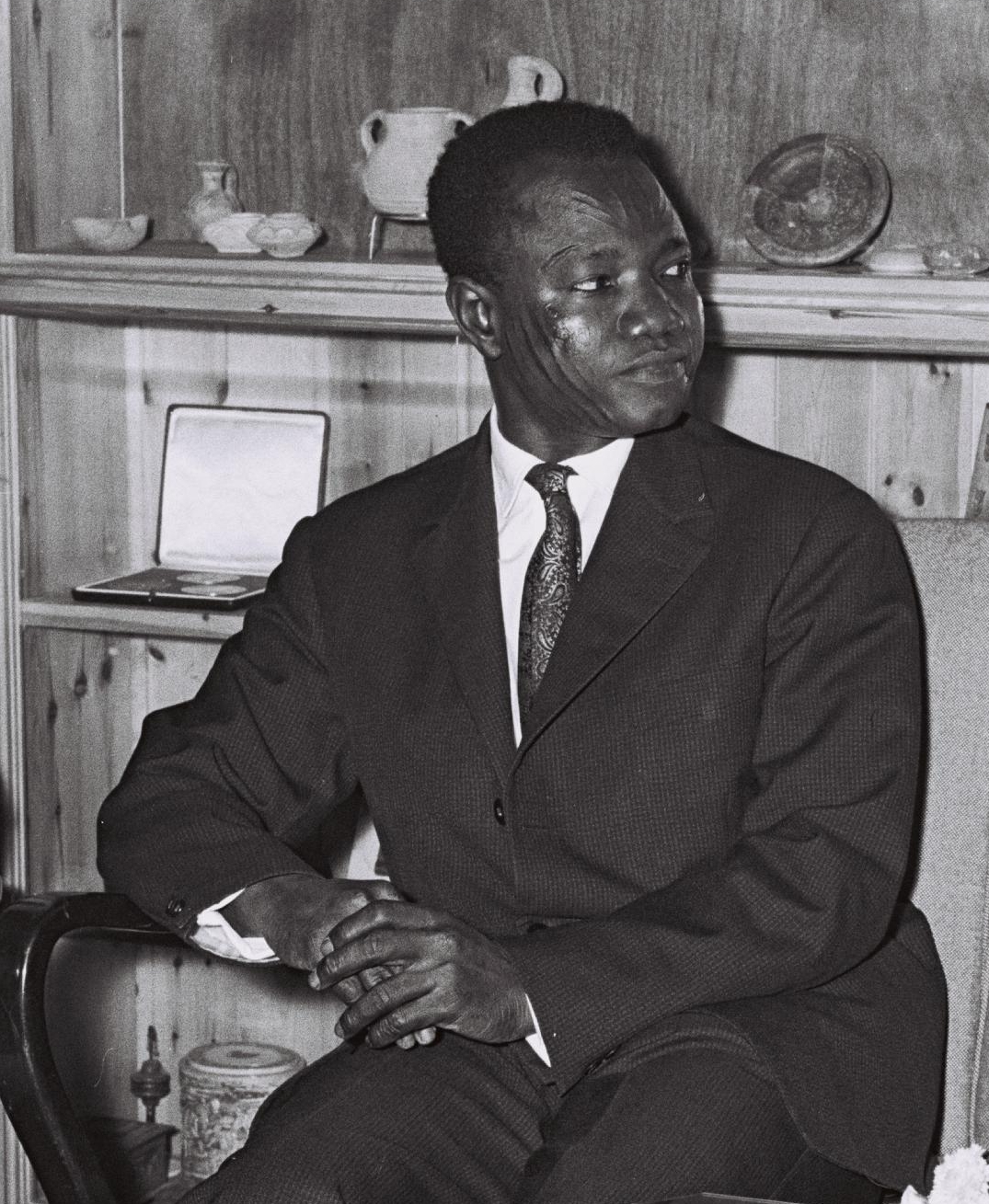
François Tombalbaye na státní návštěvě v Izraeli v roce 1959

Jedním z nejvýznamnějších aspektů Tombalbayeho vlády bylo autoritářské zřízení a nedůvěra k demokracii. Již v lednu 1962 zakázal všechny politické strany mimo PPT a okamžitě začal koncentrovat veškerou moc ve svých rukou. S jeho oponenty bylo zacházeno velmi krutě a do vězení se dostaly tisíce politických vězňů.
Během tohoto režimu byla protežována oblast jižního Čadu na úkor severní části. Tento nepoměr v přístupu k jednotlivým regionům vyvrcholil 1. listopadu 1965 daňovou vzpourou v prefektuře Guéra, během které přišlo o život na 500 lidí. O rok později se v Súdánu zformovala Fronta národního osvobození Čadu (FROLINAT), která chtěla vojenskou silou zbavit Tombalbayeho moci a ukončit nadvládu jihu.
Tombalbaye povolal francouzské jednotky, které byly úspěšné pouze částečně a povstání nebyly schopné potlačit. Poté se odklonil od Francouzů a obrátil se na libyjského vůdce Muammara Kaddáfího, čím se mu podařilo obsadit hlavní zásobovací trasy rebelů. Zatímco se Tombalbayemu částečně dařilo zasahovat proti rebelům, začal se chovat stále iracionálněji a brutálněji a neustále narušoval svůj konsenzus mezi jižními elitami, které zastávaly všechny klíčové pozice v armádě, veřejné službě i ve vládnoucí straně. To vyústilo 13. dubna 1975 v jeho zabití během převratu vedeném několika četnickými jednotkami z N'Djameny.

## Vojenská vláda (1975–1978)
Státní převrat, který ukončil Tombalbayevu vládu získal širokou podporu. Jižanský generál Félix Malloum brzy stanul v čele nově vytvořené vojenské junty. Přesto nebyli noví vojenští vůdci schopní na dlouho udržet svou popularitu, kterou získali díky svržení předchozího diktátora. Malloum nebyl schopný porazit FROLINAT a nakonec se rozhodl pro kooperaci s některými rebely. V roce 1978 se spojil s vůdcem povstalců Hissène Habrém, který se stal novým předsedou vlády.

## Občanská válka (1979–1982)
Vnitřní spory ve vládě vedly v únoru 1979 premiéra Habrého k vyslání jeho sil proti Malloumově národní armádě. Malloum byl zbaven postu prezidenta, ale rozsáhlá občanská válka mezi jedenácti frakcemi byla již tak rozšířená, že ústřední vláda začala být do značné míry irelevantní. V tomto okamžiku se další africké státy rozhodly zasáhnout do záležitostí v Čadu.
Série čtyř mezinárodních konferencí konaných nejprve pod patronací Nigérie a poté Organizace africké jednoty (OAU) se pokusila dostat znepřátelené čadské frakce k jednání. Na čtvrté konferenci konané v nigerijském Lagosu v srpnu 1979 byla podepsána Lagoská dohoda. Ta ustanovovala přechodnou vládu, která měla být u moci do plánovaných voleb. V listopadu 1979 byla ustanovena Přechodná vláda Národní jednoty (GUNT) s mandátem vládnout po dobu osmnácti měsíců. Prezidentem byl jmenován Goukouni Oueddei, který pocházel ze severního Čadu a viceprezidentem se stal plukovník pocházející z jihu Kamougué. Habré se stal ministrem obrany. Tato koalice se však ukázala jako křehká a v lednu 1980 propukly boje mezi Goukouniho a Habrého silami. S pomocí přicházející z Libye získal Goukouni do konce roku opět kontrolu nad hlavním městem a dalšími městskými centry. Ovšem prohlášení Goukouniho z ledna 1981 že Čad a Libye se dohodly, že budou usilovat o dosažení úplné jednoty mezi oběma zeměmi, vyvolalo silný mezinárodní tlak vedoucí ke Goukouniho výzvě k odchodu všech vnějších sil ze země.

## Habrého éra (1982–1990)
Částečné stažení Libyjců z Čadu do Pásma Aouzou na severu země uvolnilo cestu Habrého silám, které v červnu 1981 vstoupily do N'Djameny. Francouzské jednotky a mírové jednotky OAU čítající 3500 nigerijských, senegalských a zairských vojáků zůstaly během konfliktu neutrální.
Habré i nadále čelil ozbrojené opozici na několika frontách a při represích proti svým odpůrcům si počínal brutálně, a během své vlády nechal zavraždit a mučit mnoho lidí. V létě 1983 zahájily síly GUNTu s významnou podporou libyjských jednotek ofenzívu proti vládním pozicím v severním a východním Čadu. V reakci na přímou libyjskou intervenci, zasáhly francouzské a zairské jednotky na obranu Habrého, vytlačily libyjské jednotky a rebelské síly na sever od šestnácté rovnoběžky. V září 1984 oznámila francouzská a libyjská vláda dohodu o vzájemném stažení svých sil z Čadu. Na konci roku všechny francouzské a zairské jednotky opustily čadské území, ale Libyjci svou část dohody nedodrželi a jejich síly i nadále pokračovaly v obsazovaní severní části Čadu.
Skupiny povstaleckých komand operující v jižním Čadu byli v roce 1984 rozdrceny vládními masakry. V roce 1985 se Habré na krátko smířil s některými svými oponenty, včetně Čadské demokratické fronty (FDT) a Koordinačního akčního výboru Demokratické revoluční rady. Goukouni se také svými názory začal přibližovat k Habrému a s jeho podporou dokázal Habré úspěšně vyhnat libyjské síly z většiny čadského území. Příměří mezi Čadem a Libyí bylo dodržováno v letech 1987 až 1988. Vyjednávání v následujících letech vedla v roce 1994 k rozhodnutí Mezinárodního soudního dvora o svěření pásma Aouzou do čadské správy, čímž efektivně skončila libyjská okupace.